# Episodi di Snowfall (seconda stagione)
La seconda stagione della serie televisiva Snowfall, composta da 10 episodi, è stata trasmessa negli Stati Uniti su FX dal 19 luglio al 20 settembre 2018.
In Italia la stagione va in onda su Fox dal 26 agosto 2018 al 21 ottobre 2018.
| n° | Titolo originale   | Titolo italiano        | Prima TV USA      | Prima TV Italia   |
| -- | ------------------ | ---------------------- | ----------------- | ----------------- |
| 1  | Sightlines         | Prospettive            | 19 luglio 2018    | 26 agosto 2018    |
| 2  | The Day            | Una di quelle giornate | 26 luglio 2018    | 26 agosto 2018    |
| 3  | Prometheus Rising  | Brutte sorprese        | 2 agosto 2018     | 2 settembre 2018  |
| 4  | Jingle Bell Rock   | Jingle Bell Rock       | 9 agosto 2018     | 9 settembre 2018  |
| 5  | Serpiente          | Serpe in seno          | 16 agosto 2018    | 16 settembre 2018 |
| 6  | The Offer          | L'offerta              | 23 agosto 2018    | 23 settembre 2018 |
| 7  | The World Is Yours | Il mondo è tuo         | 30 agosto 2018    | 30 settembre 2018 |
| 8  | Surrender          | La resa                | 6 settembre 2018  | 7 ottobre 2018    |
| 9  | Aftermath          | Conseguenze            | 13 settembre 2018 | 14 ottobre 2018   |
| 10 | Education          | Educazione             | 20 settembre 2018 | 21 ottobre 2018   |